# Pueblo abam
El pueblo abam es un subgrupo de la etnia igbo. Habitan en el estado de Abia, distrito de Arochukwu, en el sureste de Nigeria. Practican la ganadería y la agricultura, explotan el aceite de palma. Hablan un dialecto de la lengua igbo izugbe. Tiene una población estimada de 45.000 a 50.000 personas. Durante le época colonial obtuvieron fama de grandes guerreros.

## Origen

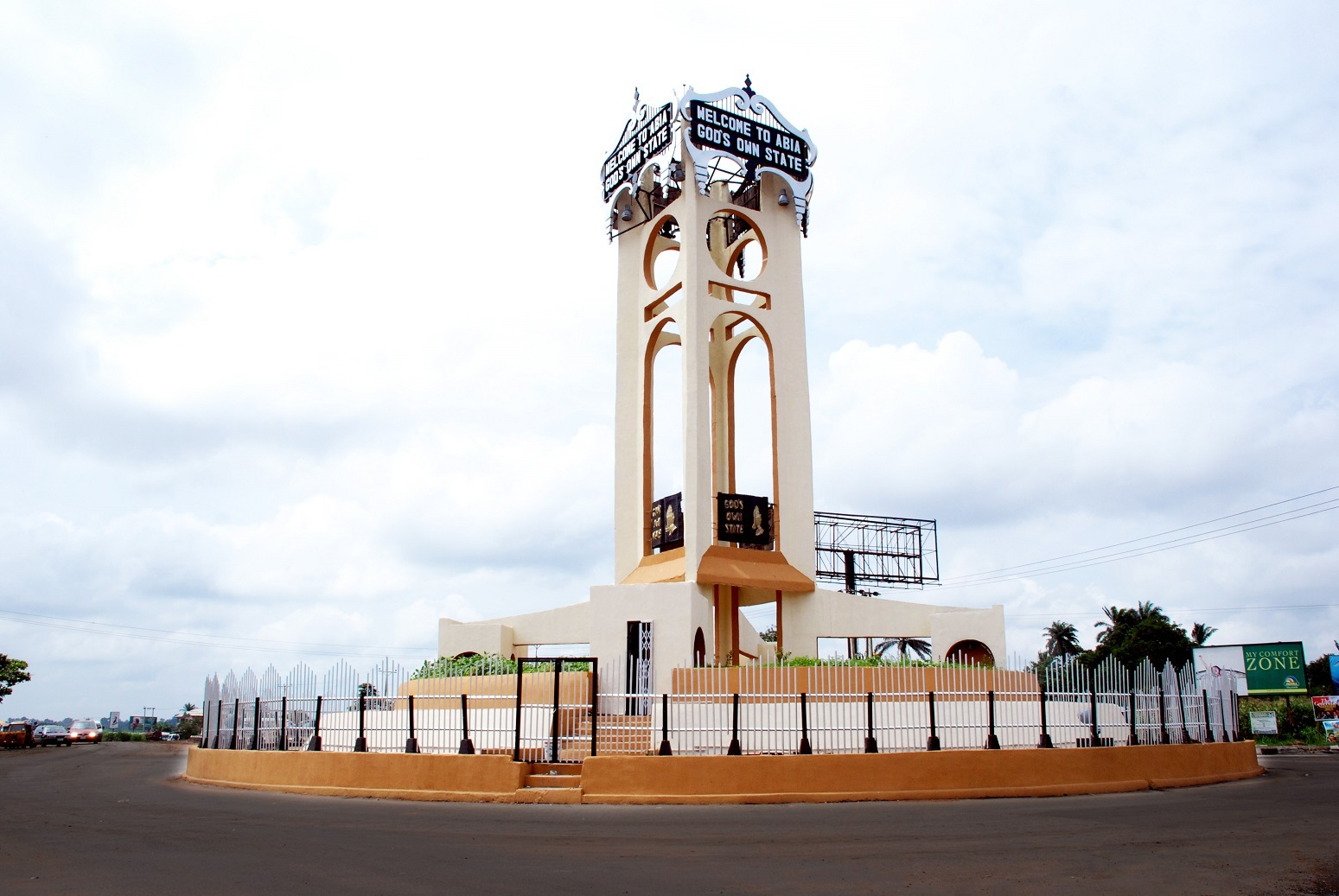
Torre emblemática del estado de Abia, territorio del pueblo Abam

Existen dos relatos en la tradición local. Uno sitúa el origen del pueblo abam en una comunidad llamada Owan y otro en Ndoni, Benín. En ambos relatos se menciona a los hermanos Onyerubi Atitakpo y Ezema Atita Akpo. Cada hermano lideró un grupo de migrantes que se dirigieron en dirección del actual estado de Abia. El grupo de Ezema formó el pueblo Ohafia y el de Onyerubi el abam. Ambos se consideran pueblos o clanes hermanos.

## Historia
El primer contacto entre abam y ohafia con hombres europeos comenzó en el siglo XVI, dando origen a un proceso de aculturación que se profundizó durante la era colonial. Fueron vistos en sus kenu, barcos fluviales con los que transportaban a lo largo del río Cross.
Establecidos en Arochukwu se vieron involucrados en el tráfico de esclavos que entre los siglos XVII y XIX regentearon sus vecinos del pueblo aro. Los aro, también del grupo igbo fueron acusados de utilizar a sus hermanos de etnia como mercancías. El tráfico recién finalizó a finales del siglo XIX con la intervención del poder colonial británico y la destrucción de su mercado en 1901. Las redadas en territorio Abam y la participación de guerreros abam en las incursiones son mencionadas en algunas investigaciones. Concretamente se los sitúa en la invasión y ataque del centro cultural Ntigha Uzo (Nkpuka) y las aldeas cercanas, contratados por los aro. También en la redada del centro cultural Ohia-ukwu,
El terror sembrado por los guerreros abam al servicio de los esclavistas aro llevó a la formación de ligas y confederaciones de pequeñas aldeas para defenderse. Un ejemplo de ellas fue la confederación Umucho, integrada por los grupos Ihite, Ogwugwu y Okupa-na-Achala liderada por un adivino con un saber medicinal llamado Ichu.
El crecimiento del comercio de otros productos y la conflictividad que generaban las incursiones esclavistas fueron apartando a los aro y en consecuencia a los guerreros abam del tráfico. En 1901 las fuerzas coloniales británicas atacaron los asentamientos aro y otras comunidades nativas. Comenzó una guerra anticolonial en la que según algunas investigaciones, la participación de los aro y los guerreros abam no fueron decisivas.

## Sociedad
El pueblo abam comparte el territorio y administración del distrito de Arochukwu con los clanes arochukwu, ihechiowa, isu y ututu. Siendo los abam y arochukwu los más numerosos.
El clan posee una danza guerrera que narra la emigración del pueblo abam liderado por Onyerubi Atitakpo a tierras de la actual Arochukwu.
Las mujeres del pueblo abam desarrollan un importante papel comunal, con estructuras representativas respetadas, además de su influencia en las familias de la comunidad.
El tabaco y la nuez de kola tienen un importante papel en las ceremonias y las relaciones sociales del pueblo abam. El tabaco se entrega como señal de respeto a los ancianos, es una muestra de confianza en su sabiduría. Mientras que la nuez de kola se utiliza como ofrenda en los rituales y oraciones a los antepasados. Del mismo modo, se presenta a los invitados como señal de buen anfitrión y bienvenida. Esta costumbre de los abam forma parte de la tradición igbo.

## Religión
La espiritualidad o religión original contaba con un dios de nombre Ukata.  Los sacerdotes llamados umudi nde uwa, administraban rituales y eran los encargados de mantener la memoria colectiva. Se les respeta en toda la comunidad pues se atribuye a su dignidad una poder de intermediación entre los seres humanos y los espíritus. La religión basada en ukata obligaba a una conducta intachable a sus sacerdotes que debían dar ejemplo con sus vidas ya que el dios Ukata había perdido la vida por falta de honradez. En la comunidad abam es tabú que un sacerdote incurra en algún acto considerado deshonesto. Durante la era colonial el santuario de Ukata era frecuentado por aquellos que eran víctima de los excesos del poder colonial.

## Cultura
Iri ji de lo es la fiesta cultural del ñame y una de las mayores festividades del pueblo abam. En ella se realizan banquetes e intercambio de obsequios, generalmente productos derivados de las actividades en las granjas. Durante la festividad se realizan eventos culturales de danzas, narraciones de cuentos de la tradición oral y el último día un baile de máscaras llamado ekpe.

## Idioma
La lengua nativa abam, dialecto de la lengua común igbo está en peligro de extinción ante el avance del inglés y otras lenguas nativas de mayor peso como las cooficiales yoruba, hausa, igbo y fula. Los más jóvenes abandonan las aldeas abam para estudiar en poblaciones o ciudades de mayor tamaño y multiétnicas donde van abandonando el dialecto abam.
Tradicionalmente la población abam llamaba a sus hijos colocando el día de feria o mercado en el que había nacido. Estos eran cuatro: Eke, Orie, Afo y Nkwo. Junto al nombre del día se colocaba el prfeijo oke en los varones y mgbo en las niñas. De esta manera un varón nacido el día de mercado se llamará Oke-eke que por la gramática igbo se escribirá Okeke. Si es mujer el nombre será Mgbo-Eke que se escribirá, por las mismas razones, Mgbeke.